# Communauté de communes du Pays de Boussac
La communauté de communes du Pays de Boussac est une ancienne communauté de communes française, située dans le département de la Creuse et la région Nouvelle-Aquitaine. Elle est intégrée depuis le 1er janvier 2017 dans la  communauté de communes Pays de Boussac, Carrefour des Quatre Provinces, Évaux-les-Bains/Chambon-sur-Voueize, en même temps que la communauté de communes du Carrefour des Quatre Provinces et la communauté de communes d'Évaux-les-Bains Chambon-sur-Voueize.

## Composition
Elle regroupait 15 communes : 
| Nom                      | Code Insee | Gentilé        | Superficie (km2) | Population (dernière pop. légale) | Densité (hab./km2) |
| ------------------------ | ---------- | -------------- | ---------------- | --------------------------------- | ------------------ |
| Boussac-Bourg (siège)    | 23032      | Boussaquins    | 38,69            | 753 (2014)                        | 19                 |
| Bétête                   | 23022      | Bétêtois       | 28,24            | 354 (2014)                        | 13                 |
| Bord-Saint-Georges       | 23026      |                | 32,50            | 355 (2014)                        | 11                 |
| Boussac                  | 23031      | Boussacois     | 1,48             | 1 285 (2014)                      | 868                |
| Bussière-Saint-Georges   | 23038      | Bussiérois     | 22,45            | 254 (2014)                        | 11                 |
| Clugnat                  | 23064      | Clugnatois     | 42,42            | 667 (2014)                        | 16                 |
| Lavaufranche             | 23104      | Lavaufranchais | 16,34            | 249 (2014)                        | 15                 |
| Leyrat                   | 23108      | Leyratois      | 18,32            | 154 (2014)                        | 8,4                |
| Malleret-Boussac         | 23120      | Mallerétois    | 25,43            | 216 (2014)                        | 8,5                |
| Nouzerines               | 23146      | Nouzerinois    | 19,09            | 249 (2014)                        | 13                 |
| Saint-Marien             | 23213      |                | 12,78            | 193 (2014)                        | 15                 |
| Saint-Pierre-le-Bost     | 23233      |                | 17,24            | 139 (2014)                        | 8,1                |
| Saint-Silvain-Bas-le-Roc | 23240      | Baslerocois    | 15,32            | 438 (2014)                        | 29                 |
| Soumans                  | 23174      | Soumanais      | 36,68            | 631 (2014)                        | 17                 |
| Toulx-Sainte-Croix       | 23254      | Toullois       | 35,05            | 273 (2014)                        | 7,8                |